# Municipio IX
Municipio Roma IX ist die neunte administrative Unterteilung der italienischen Hauptstadt Rom.

## Geschichte
Die Assemblea Capitolina (Stadtrat von Rom) errichtete mit seiner Resolution Nr. 11 am 11. März 2013 das Municipio, welches das ehemalige Municipio Roma XII und zuvor Circoscrizione XII ersetzte.

## Geographie

### Geschichtliche Unterteilung
Auf dem Territorium des Municipio sind die folgenden topografischen Bereiche der Hauptstadt Rom:

#### Quartiere
- Q. X Ostiense (teilweise)
- Q. XXXI Giuliano-Dalmata
- Q. XXXII Europa

#### Zone
- Z. XXII Cecchignola (teilweise)
- Z. XXIII Castel di Leva (teilweise)
- Z. XXIV Fonte Ostiense
- Z. XXV Vallerano
- Z. XXVI Castel di Decima
- Z. XXVII Torrino
- Z. XXVIII Tor de’ Cenci
- Z. XXIX Castel Porziano (teilweise)
- Z. XXXI Mezzocammino
- Z. XXXIX Tor di Valle

### Administrative Gliederung
Das Municipio Roma IX umfasst die gleichen Zone Urbanistiche wie das vormalige Municipio Roma XIII:
| 12A              | Eur                      | 9.584   |
| 12B              | Villaggio Giuliano       | 10.096  |
| 12C              | Torrino                  | 40.827  |
| 12D              | Laurentino               | 24.595  |
| 12E              | Cecchignola              | 14.647  |
| 12F              | Mezzocammino             | 13.198  |
| 12G              | Spinaceto                | 24.792  |
| 12H              | Vallerano-Castel di Leva | 29.250  |
| 12I              | Decima                   | 8.478   |
| 12L              | Porta Medaglia           | 3.375   |
| 12M              | Castel Romano            | 286     |
| 12N              | Santa Palomba            | 1.533   |
| 12X              | Tor di Valle             | 15      |
| Nicht zugeordnet | Nicht zugeordnet         | 1.350   |
| Insgesamt        | Insgesamt                | 182.026 |

### Fraktion
Im Territorium des Municipio sind folgende Fraktionen der Stadt Rom:
- Castello della Cecchignola
- Fonte Laurentina
- Mostacciano
- Tor de’ Cenci
- Spinaceto
- Vitinia

## Präsident
| Wahlperiode        | Wahlperiode    | Präsident           | Partei                       | Anmerkungen              |
| ------------------ | -------------- | ------------------- | ---------------------------- | ------------------------ |
| 29. Mai 2006       | 28. April 2008 | Patrizia Prestipino | L’Ulivo, Partito Democratico | ehemaliges Municipio XII |
| 28. April 2008     | 10. Juni 2013  | Pasquale Calzetta   | Il Popolo della Libertà      | ehemaliges Municipio XII |
| 10. Juni 2013      | 19. Juni 2016  | Andrea Santoro      | Partito Democratico          |                          |
| seit 19. Juni 2016 |                | Dario D’Innocenti   | MoVimento 5 Stelle           |                          |